# Bodo-Schädel

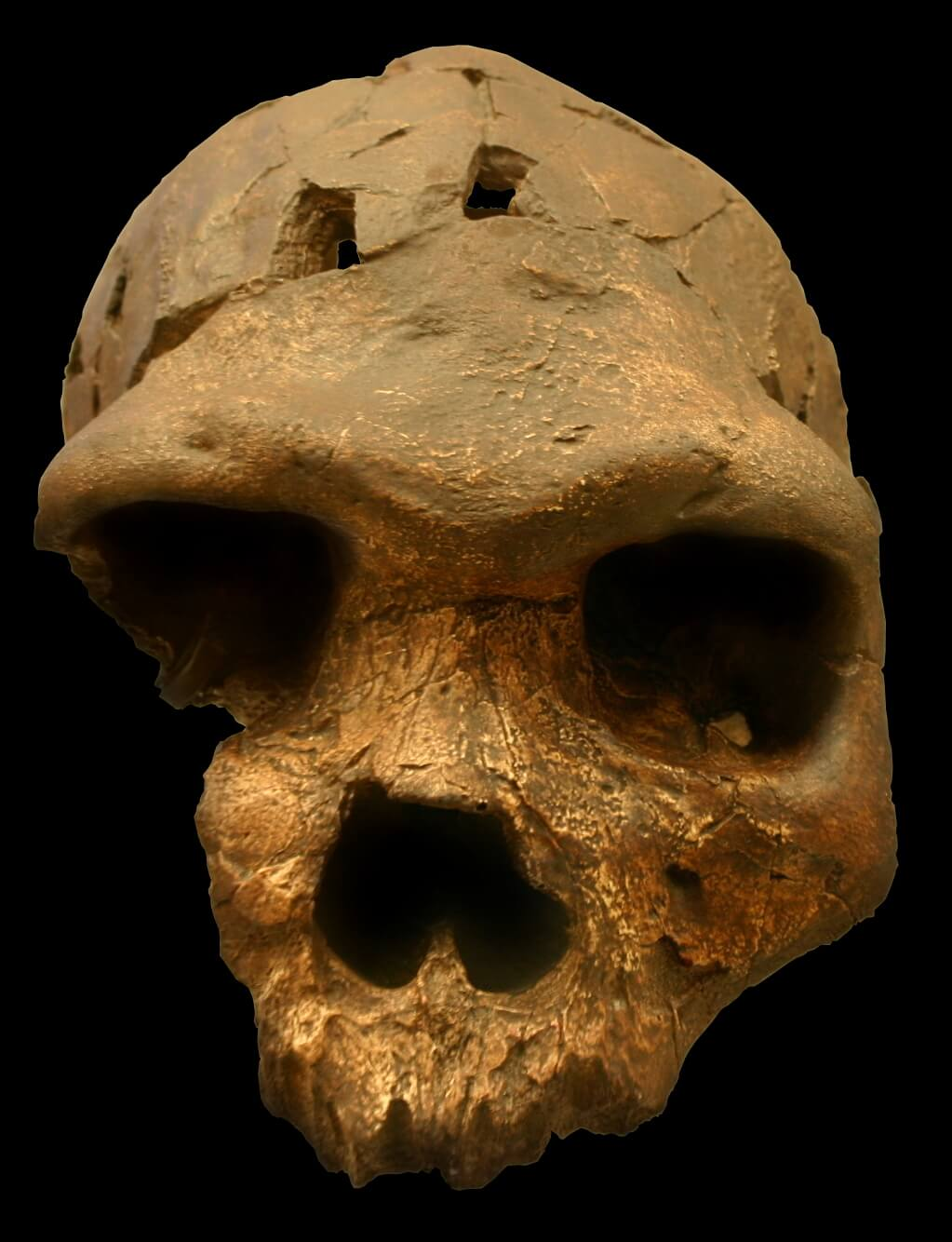
Der Bodo-Schädel (Nachbildung)

Als Bodo-Schädel (Sammlungsnummer: Bodo 1) wird ein Fossil bezeichnet, das 1976 von einer Forschergruppe unter Leitung von Jon Kalb aus der Fundstelle Bodo D’Ar im Mittleren Awash (Region Afar, Äthiopien) geborgen und erstmals 1978 wissenschaftlich beschrieben wurde. Er galt seinerzeit als einer der am vollständigsten und am besten erhaltenen fossilen Schädelfunde aus der Vorfahrenlinie des anatomisch modernen Menschen (Homo sapiens) in Afrika. Benannt wurden Fundstelle und Fund nach dem unweit entfernten Fluss Bodo.
In der Fundschicht des Schädels wurden auch zahlreiche Steinwerkzeuge aus der Epoche des Acheuléen entdeckt.

## Datierung
Das Alter des Fundes konnte zunächst anhand von biostratigraphischen Befunden nur grob geschätzt werden (700.000 bis 125.000 Jahre vor heute), 1994 wurde der Schädel jedoch mit Hilfe der 40K-40Ar-Methode auf ein Alter von 640.000 ± 30.000 Jahre datiert.

## Beschreibung

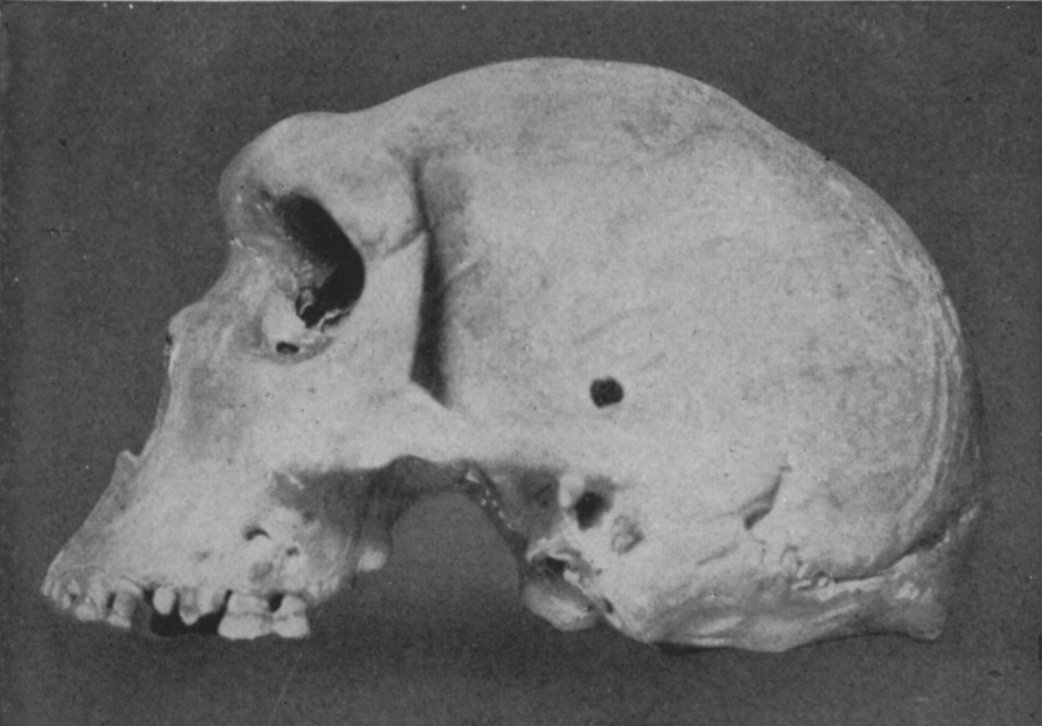
Seitlicher Blick auf Kabwe 1 (Original)

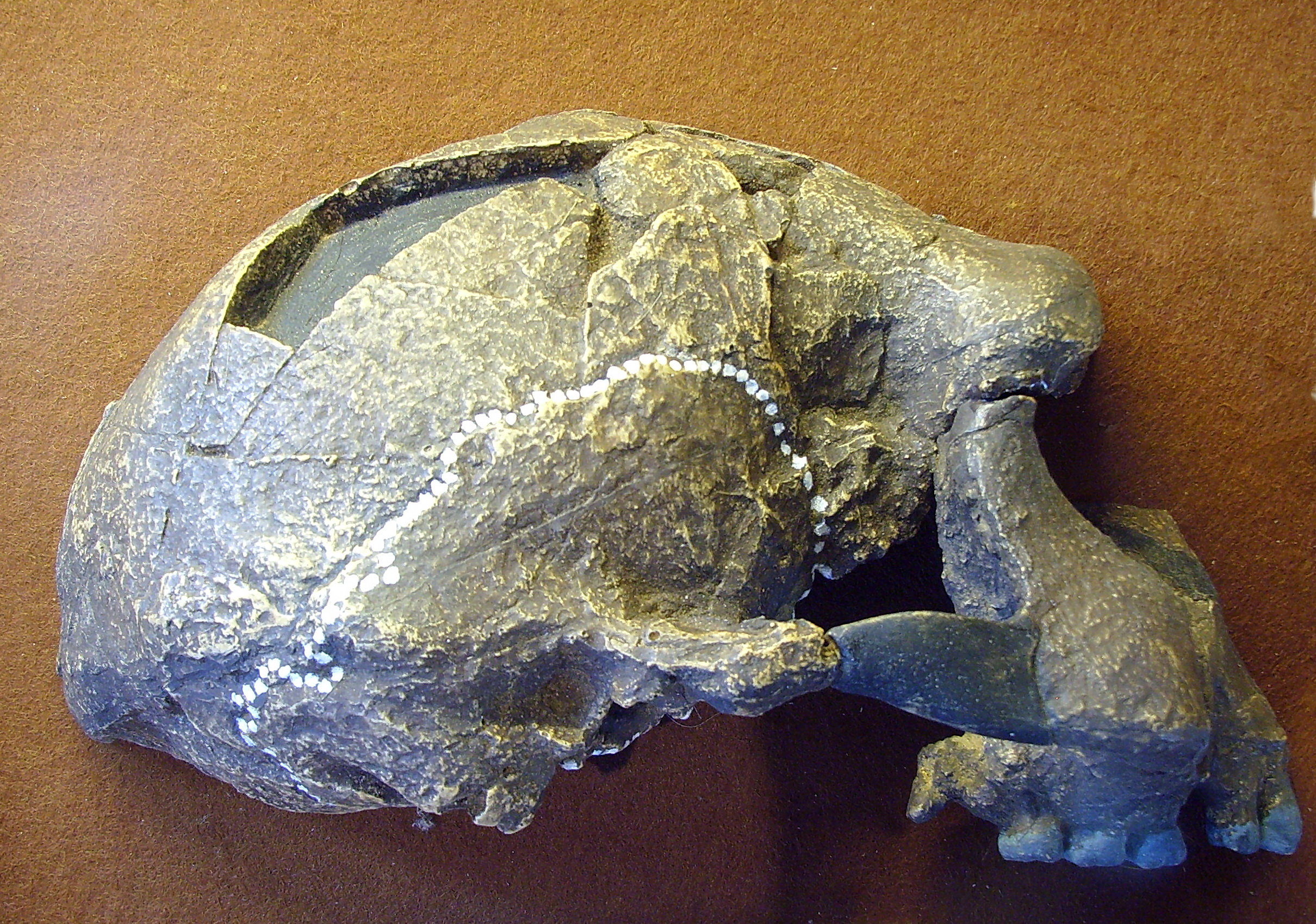
Sangiran 17 (Nachbildung)

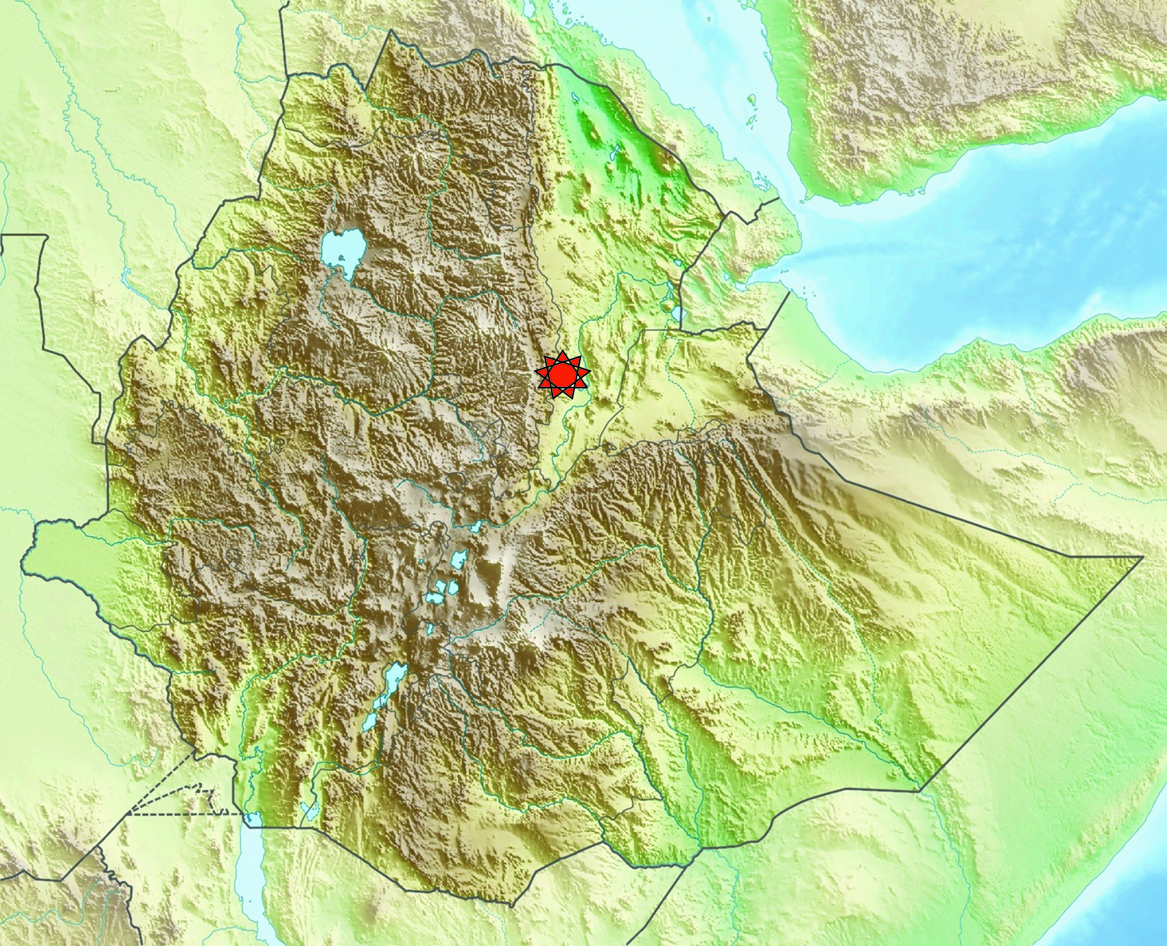
Der Fundort Bodo D’Ar am südwestlichen Rand der dreieckigen Afar-Senke

Der Bodo-Schädel war ein Oberflächenfund, der nach Regenfällen aus dem vulkanischen Material des Bodens heraus gewittert war und von dem Alemayehu Asfaw von der äthiopischen Antikenbehörde als erstes ein Oberkiefer-Fragment wahrnahm. Zwei große Bruchstücke des oberen Gesichtsschädels lagen elf Meter voneinander entfernt, der untere Bereich des Gesichtsschädels war ebenfalls in zwei Teile zerbrochen, deren genaue Passform sie jedoch als zusammengehörig auswiesen. Zwischen den beiden großen Fragmenten des oberen Gesichtsschädels wurden 1976 weitere 46 kleine Bruchstücke entdeckt, zwei Jahre später fand man weitere 30 zum Schädel gehörige Fragmente. Insgesamt 41 Funde konnten aufgrund ihrer Passform für eine Rekonstruktion der ursprünglichen Anmutung des Schädels, insbesondere aber des Gesichts, verwendet werden. 1981 wurde schließlich 400 Meter entfernt von der ursprünglichen Fundstelle noch ein teilweise erhaltenes, linkes Scheitelbein entdeckt, das allerdings einem zweiten Individuum gleichen Alters wie der Bodo-Schädel zugeschrieben wurde. Im Ergebnis konnte das Gesicht nahezu vollständig wiederhergestellt werden, im Bereich des Schädeldachs und im Bereich der rückwärtigen Schädelplatten blieben hingegen größere Lücken.
Aufgrund der erheblichen Dicke seiner Knochen wurde der Schädel als robust und groß, aber relativ flach beschrieben, mit breiter Nase und mit markanten Überaugenwulsten, weswegen er als männlich und erwachsen einzuordnen ist. Bereits 1978 wurde herausgestellt, dass der Bodo-Schädel gemeinsame Merkmale mit den deutlich jüngeren Schädeln Kabwe 1 aus Sambia und Petralona 1 aus Griechenland teilt, aber auch mit den Arago-Fossilien aus Südfrankreich und mit dem deutlich älteren Homo erectus-Schädel Sangiran 17 aus Java (Indonesien). Zusammenfassend wurde 1978 argumentiert, der Schädel sei zweifelsfrei archaischer als zu Homo sapiens gehörige Fossilien, jedoch ebenso gewiss weniger archaisch als Homo erectus. Aufgrund der damals noch geringen Funddichte in Afrika seien weder die geografische Variabilität des frühen archaischen Homo sapiens noch der (damals allgemein unterstellte) Übergang von Homo erectus zu Homo sapiens hinreichend umfänglich dokumentiert, als dass eine eindeutige Zuordnung des Schädels zur einen oder zur anderen Art oder eine Bestimmung seiner Position zwischen beiden möglich sei.
Nachdem die Bruchstücke des Schädels 1982 an der University of California, Berkeley gereinigt und erneut zusammengefügt und danach ans Nationalmuseum von Äthiopien in Addis Abeba zurückgegeben worden waren, publizierte Philip Rightmire 1996 eine erneute, ausführliche Beschreibung des Schädels und seiner stammesgeschichtlichen Einordnung. Erneut wurden sowohl Merkmale des Homo erectus als auch des frühen Homo sapiens erwähnt und seine Gestalt als intermediär bezeichnet. Zudem wurde ihm ein deutlich über die bekannten Maße von Homo erectus hinausgehendes Gehirnvolumen von 1200 bis 1325 cm³ zugeschrieben. Rightmire schlug daher vor, den Bodo-Schädel in die Nähe der europäischen Funde aus Südfrankreich und Griechenland zu stellen und als Angehörigen der Art Homo heidelbergensis auszuweisen. Diese Auffassung – dass die „Kabwe-Petralon-Arago-Bodo-Gruppe“ zu Homo heidelbergensis gehört – vertrat 2015 auch Ian Tattersall. Dies bedeutet zugleich, dass der Bodo-Schädel – in dieser Sichtweise – der älteste fossile Beleg für Homo heidelbergensis ist.
Im Oktober 2021 wurde in einer Fachzeitschrift vorgeschlagen, das Fossil als Typusexemplar der zugleich neu eingeführten Art Homo bodoensis zuzuordnen.

## Schnittspuren
1986 berichtete Tim White in der Fachzeitschrift American Journal of Physical Anthropology, dass am linken, vorderen Bereich des Jochbeins mehrere eng beieinander liegende Einkerbungen zu erkennen sind, die sich nach einer mikroskopischen Analyse als Schnittspuren identifizieren ließen. Eine genaue Untersuchung der Schädeloberfläche ergab Hinweise auf insgesamt 17 Stellen mit solchen Schnittspuren; Hinweise auf Beschädigungen der Oberfläche durch Tierverbiss wurden nicht gefunden. Tim White zufolge handelte es sich seinerzeit um den frühesten Beleg für das Entfernen von Muskelgewebe durch Steinwerkzeuge bei einem Individuum der Hominini.

## Belege
1. ↑  Glenn C. Conroy, Clifford J. Jolly, Douglas Cramer und Jon E. Kalb: Newly discovered fossil hominid skull from the Afar depression, Ethiopia. In: Nature. Band 276, 1978, S. 67–70, doi:10.1038/276067a0.
2. 1 2  Stichwort Bodo 1 in: Bernard Wood: Wiley-Blackwell Encyclopedia of Human Evolution. Wiley-Blackwell, 2011, ISBN 978-1-4051-5510-6.
3. ↑  John Desmond Clark et al.: African Homo erectus: old radiometric ages and young Oldowan assemblages in the Middle Awash Valley, Ethiopia. In: Science. Band 264, Nr. 5167, 1994, S. 1907–1910, doi:10.1126/science.8009220, Volltext (PDF).
4. ↑  Berhane Asfaw: A new hominid parietal from Bodo, Middle Awash Valley, Ethiopia. In: American Journal of Physical Anthropology. Band 61, Nr. 3, 1983, S. 367–371, doi:10.1002/ajpa.1330610311.
5. ↑  G. Philip Rightmire: The human cranium from Bodo,Ethiopia: evidence for speciation in the Middle Pleistocene? In: Journal of Human Evolution. Band 31, Nr. 1, 1996, S. 21–39, doi:10.1006/jhev.1996.0046, Volltext.
6. ↑  Glenn C. Conroy et al.: Endocranial capacity of the bodo cranium determined from three-dimensional computed tomography. In: American Journal of Physical Anthropology. Band 113, Nr. 1, 2000, S. 111–118, doi:10.1002/1096-8644(200009)113:1<111::AID-AJPA10>3.0.CO;2-X.
7. ↑  Ian Tattersall: The Strange Case of the Rickety Cossack – and Other Cautionary Tales from Human Evolution. Palgrave Macmillan, New York 2015, S. 186, ISBN 978-1-137-27889-0.
8. ↑  Mirjana Roksandic, Predrag Radović, Xiu-Jie Wu und Christopher J. Bae: Resolving the „muddle in the middle“: The case for Homo bodoensis sp. nov. In: Evolutionary Anthropology. Band 30, Nr. 5, 2021, S. 1–10, doi:10.1002/EVAN.21929.
9. ↑  Tim White: Cut marks on the Bodo cranium: a case of prehistoric defleshing. In: American Journal of Physical Anthropology. Band 69, Nr. 4, 1986, S. 503–509, doi:10.1002/ajpa.1330690410, Volltext (PDF).

Koordinaten: 10° 37′ 30″ N, 40° 32′ 30″ O